# Aucuba japonica
L'aucuba o llorer tacat (Aucuba japonica), és una espècie de planta fanerògama pertanyent a la família Garryaceae. De fet el nom de llorer tacat o aucuba tacada correspon a la cultivar més conreada, Aucuba japonica 'Crotonifolia'.
Distribuït al Japó (sud), Corea i la Xina; a la Xina al sud de Zhejiang i Taiwan. Conreat habitualment als jardins de tota la Xina, és un preciós arbust tolerant a l'ombra. És extremadament tolerant a l'ombra, no li agrada la llum solar directa i creix lentament si no té prou ombra amb un potencial de creixement feble.
Les fulles de l'aucuba són verdes i brillants, amb taques generalment rodones i grosses. És molt adequat per a plantar en llocs ombrejats en jardins, sota els arbres, o com a bardisses al costat nord dels edificis.

## Descripció
És un arbust que pot fer de 1 a 5 m d'alçada i és originari dels boscos humits de valls i muntanyes del Japó, d'on neix el seu nom, així com de la Xina. Aucuba japonica és dioic, és a dir, presenta diferents plantes per al sexe masculí i femení. La principal diferenciació, és pels vistosos fruits vermells que donen les aucubes femenines durant la tardor i l'hivern.
Són plantes de jardí molt populars tant als Països Catalans com al Regne Unit, on és considerada com una de les millors plantes per al jardí en tenir la distinció Award of Garden Merit, atorgada per la Reial Societat d'Horticultura. Aquest arbust és també molt popular als Estats Units, on és comunament conegut com a Gold Dust Plant (planta de pols daurada).

## Taxonomia
Aucuba japonica va ser descrita per Carl Peter Thunberg i publicat en Nova Genera Plantarum 3: 62. 1783.
Sinonímia

1. Aucuba japonica var. japonica

- Aucuba luteocarpa Dombrain
- Eubasis dichotoma Salisb.

## Galeria

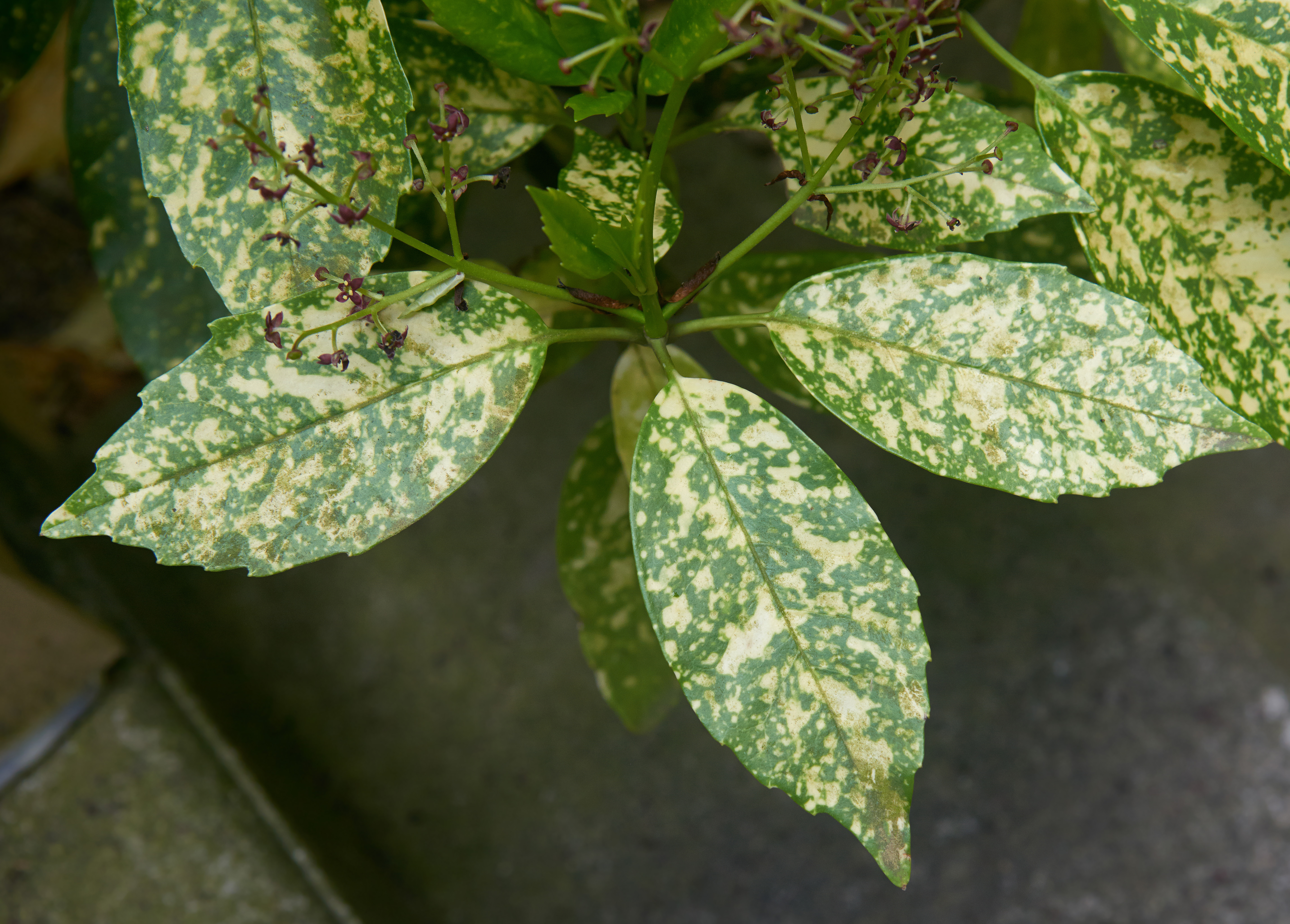
Detall de les fulles.
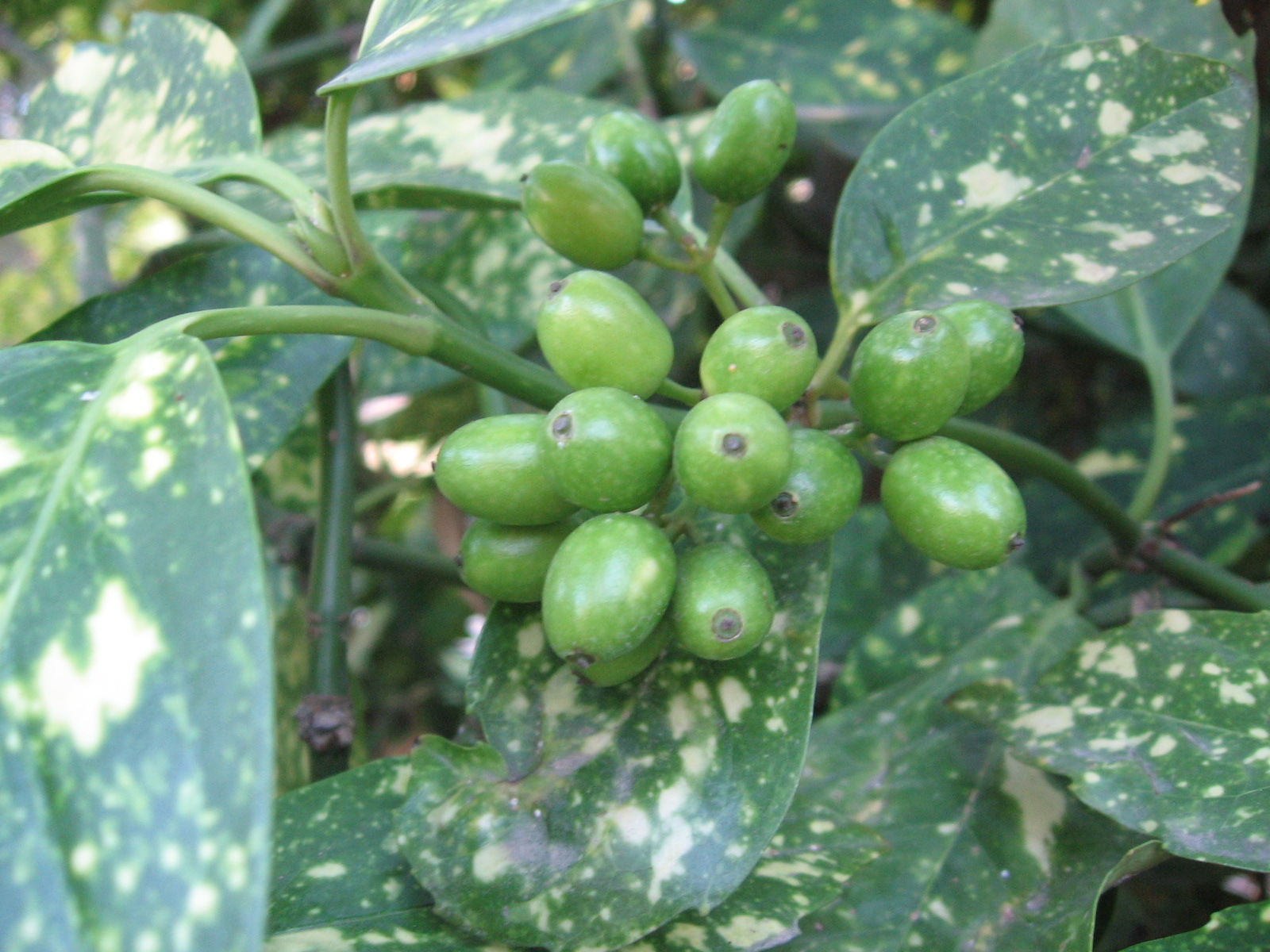
Detall dels fruits, en procés de maduració.
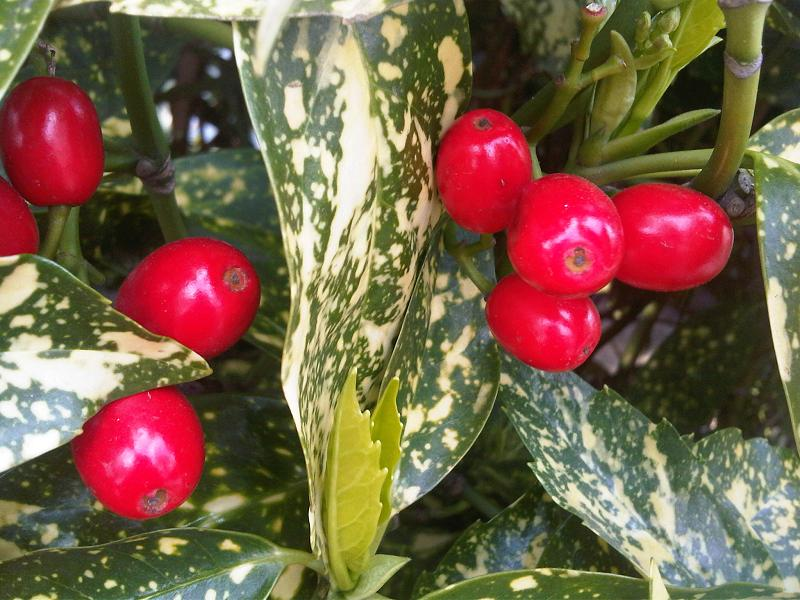
Detall dels fruits, un cop madurs.